# NGC 1580
NGC 1580 je galaksija u zviježđu Eridanu.

## Vanjske poveznice
- SEDS: NGC 1580